# Драконови закони
Драконовските закони, срещани още и като Драконовски мерки, са първите писани закони на древногръцкото право. Наричани са така по името на законодателя им - Дракон (законодател).
Драконовските закони са законодателство на Атинската република от 7 век пр.н.е. (621 г. пр.н.е.). За историята на правото са останали известни като изключително сурови и тежки закони, които предвиждат смъртно наказание дори и за относително безвредни простъпки, например, за кражба на плодове от съседската овощна градина. Тези първи писани древногръцки закони, според оценките на съвременниците им са писани с кръв.
Основен исторически източник за Драконовските закони или мерки е Аристотел. Те са наказателен закон по своята същност, като смекчаването им започва още Солон през 594 г. пр.н.е.